# Свиток Иисуса Навина
Сви́ток Иису́са На́вина (англ. Joshua Roll, каталожное обозначение Cod. Vat. Palat. gr. 431, сигла в каталоге греческих библейских рукописей А. Ральфса 661) — иллюминированная рукопись Книги Иисуса Навина, созданная, предположительно, в эпоху Македонского ренессанса. Хранится в Ватиканской апостольской библиотеке. Форма свитка с иллюстрациями, обрамлёнными текстом, является уникальной для средневекового византийского и христианского искусства.
Свиток представляет собой ряд склеенных листов пергамента общей длиной около 10 м и высотой 31 см. Изображения помещены по горизонтали. Текст — Септуагинты, он охватывает события 2 — 10 глав Книги Иисуса Навина, из чего некоторые исследователи делают вывод о том, что свиток сохранился лишь частично. Изображения были сделаны изначально гризайлью, а затем некоторые были раскрашены. Текст переписан минускульным греческим письмом, но иногда используется и маюскул.

## Описание, датировка и интерпретация
По особенностям стиля письма и вниманию к батальным сценам, свиток обычно датируется X веком. Впервые эту датировку предложил в своих Notizia d’opere di disegno Маркантонио Микьель, и он же впервые описал свиток. Разброс мнений о датировке свитка особенно велик в среде специалистов по византийскому искусству: от V века (Мейер Шапиро) до рубежа VII—VIII веков (в факсимильном издании 1983 года под редакцией Отто Мазаля). В искусствоведческой историографии стало общепринятым мнение о принадлежности свитка «Македонскому ренессансу».
По словам Курта Вайцмана, Свиток Иисуса Навина, как и Парижская псалтырь, представляет собой одну из сложнейших проблем в понимании византийского искусства. Вайцман полемизировал в этом отношении с Мейером Шапиро: согласно его мнению, иллюминированный свиток был повторным изобретением Македонского ренессанса, тогда как М. Шапиро утверждал, что это — копия с позднеантичного оригинала, возможно, через традицию-посредника. Очевидно также, что стиль изображений явно связан с книжной миниатюрой поздневизантийской эпохи. Стивен Вандер выдвинул гипотезу, что свиток мог являться эскизом или моделью для непрерывного фриза на победной колонне.

## Факсимильное издание
- Josua-Rolle, Codex Vaticanus Pal. Graec. 431 : Facsimile. — Graz : Akademische Druck- u. Verlagsanstalt, 1983. — 1 scroll + 88, [2] p. — (Codices selecti phototypice impressi; v. 77). — ISBN 3201012408.